# Сундстрём, Юэль
Юэль Дан Эрик Сундстрём (швед. Joel Dan Erik Sundström; род. 15 августа 2001) — шведский футболист, полузащитник «Варберга».

## Клубная карьера
Является воспитанником «Хёгаборга». В его составе начинал карьеру во взрослом футболе. 17 мая 2017 года дебютировал за основную команду клуба в матче третьего шведского дивизиона с «Вормо», когда он появился на поле за две минуты до конца второго тайма. В декабре 2018 года перешёл в «Ландскруну», подписав с клубом контракт, рассчитанный на два года. Проведя всего три матча за команду в весенней части чемпионата, разорвал контракт с клубом и вернулся в «Хёгаборг». В июле 2019 года на правах аренды до конца сезона перешёл в «Энгельхольм».
В январе 2020 года присоединился к «Хельсингборгу», где выступал за молодёжную команду клуба. Спустя год вновь вернулся в «Хёгаборг», откуда летом 2021 года перешёл в «Сан-Педро», выступающий в пятой по силе испанской лиге. В испанском клубе провёл два матча, после чего по обоюдному согласию стороны расторгли контракт, и Сундстрём вернулся в Швецию.
28 января 2022 года подписал трёхлетний контракт с «Варбергом». 3 июля в его составе дебютировал в чемпионате Швеции во встрече с «Вернаму», заменив на 73-й минуте Деса Кюнста.

## Личная жизнь
Его отец, Патрик, также в прошлом профессиональный футболист, выступал за «Хельсингборг».

## Клубная статистика
| Выступление      | Выступление          | Выступление      | Лига | Лига | Кубки | Кубки | Конт. кубки | Конт. кубки | Итого | Итого |
| Клуб             | Лига                 | Сезон            | Игры | Голы | Игры  | Голы  | Игры        | Голы        | Игры  | Голы  |
| ---------------- | -------------------- | ---------------- | ---- | ---- | ----- | ----- | ----------- | ----------- | ----- | ----- |
| Хёгаборг         | Дивизион 3           | 2017             | 15   | 6    | 0     | 0     | 0           | 0           | 15    | 6     |
| Хёгаборг         | Дивизион 2           | 2018             | 26   | 4    | 0     | 0     | 0           | 0           | 26    | 4     |
| Хёгаборг         | Дивизион 3           | 2019             | 2    | 0    | 0     | 0     | 0           | 0           | 2     | 0     |
| Хёгаборг         | Дивизион 3           | 2021             | 3    | 0    | 0     | 0     | 0           | 0           | 3     | 0     |
| Хёгаборг         | Итого                | Итого            | 46   | 10   | 0     | 0     | 0           | 0           | 46    | 10    |
| Ландскруна       | Дивизион 1           | 2019             | 3    | 0    | 0     | 0     | 0           | 0           | 3     | 0     |
| Ландскруна       | Итого                | Итого            | 3    | 0    | 0     | 0     | 0           | 0           | 3     | 0     |
| Энгельхольм      | Дивизион 2           | 2019             | 6    | 0    | 0     | 0     | 0           | 0           | 6     | 0     |
| Энгельхольм      | Итого                | Итого            | 6    | 0    | 0     | 0     | 0           | 0           | 6     | 0     |
| Сан-Педро        | Третий дивизион RFEF | 2021/22          | 2    | 0    | 0     | 0     | 0           | 0           | 2     | 0     |
| Сан-Педро        | Итого                | Итого            | 2    | 0    | 0     | 0     | 0           | 0           | 2     | 0     |
| Варберг          | Алльсвенскан         | 2022             | 1    | 0    | 0     | 0     | 0           | 0           | 1     | 0     |
| Варберг          | Итого                | Итого            | 1    | 0    | 0     | 0     | 0           | 0           | 1     | 0     |
| Всего за карьеру | Всего за карьеру     | Всего за карьеру | 58   | 10   | 0     | 0     | 0           | 0           | 58    | 10    |